# عاشر من رمضان
عاشر من رمضان نام شهر و شهرستانی در استان شرقیه مصر است.